# Макголдрик, Эдди
Эдвард Джон Пол Макголдрик (англ. Edward John Paul «Eddie» McGoldrick; род. 30 апреля 1965, Ислингтон, Большой Лондон) — ирландский профессиональный футболист. Участник чемпионата мира по футболу 1994 года. Обладатель Кубка УЕФА сезона 1993/1994 годов в составе лондонского Арсенала.

## Достижения
Нортгемптон Таун
- Победитель Четвёртого дивизиона Футбольной лиги: 1986—1987

Кристал Пэлас
- Обладатель Кубка полноправных членов: 1986—1987
- Игрок года: 1986—1987

Арсенал
- Обладатель Кубка УЕФА: 1993—1994

Манчестер Сити
- Победитель плей-офф Второго дивизиона Футбольной лиги: 1998—1999